# Istigazione o aiuto al suicidio
L'istigazione o aiuto al suicidio è un reato previsto dal codice penale italiano tramite l'articolo 580, che recita:
Le pene sono aumentate se la persona istigata o eccitata o aiutata si trova in una delle condizioni indicate nei numeri 1) e 2) dell'articolo precedente. Nondimeno, se la persona suddetta è minore degli anni quattordici o comunque è priva della capacità di intendere e di volere, si applicano le disposizioni relative all'omicidio»

## Il suicidio nell'ordinamento penale italiano
Il suicidio non è previsto come delitto nel codice penale italiano. Le ragioni sono di vario ordine. Prima di tutto ragioni pratiche, di inefficacia della pena. Poi per ragioni di opportunità di politica criminale, non cagionando il suicidio alcuna lesione se non all'autore. 
Ma il fatto che l'ordinamento rinunci a prevedere un delitto a carico del soggetto attivo/passivo, non significa che rimanga indifferente a tale comportamento, punendo comportamenti che sono ad esso satellitari.

## Elementi oggettivi
Soggetto attivo è chiunque, quindi si tratta di un reato comune.
La condotta può assumere tre modalità:
- partecipazione psichica, nella duplice forma di: determinare altri al suicidio, ossia fa sorgere nel soggetto un proposito prima inesistente; oppure di rafforzare un intento che già c'era.
- partecipazione materiale: agevolazione nell'esecuzione, in qualsiasi modo (fornendo il mezzo; offrendo un luogo idoneo...).

Anche se più difficile da immaginare, la condotta può assumere la forma omissiva.
L'evento consiste:
- nel suicidio del soggetto istigato o agevolato  (in tal caso la pena è dagli anni 5 a 12 anni di reclusione)
- nel tentativo del suicidio con conseguente lesione personale grave o gravissima. Non basta quindi una lesione lievissima e nemmeno lieve come conseguenza del tentativo.  (in tal caso la pena è da 1 a 5 anni)

Quindi un comportamento istigatorio che non abbia alcuna conseguenza sulla vittima, non integra la fattispecie.
Oggetto giuridico è la vita.

## Elemento soggettivo
Il delitto è sorretto da dolo, ed in particolare da dolo generico. Il soggetto attivo deve avere quindi coscienza e volontà di determinare l'altrui suicidio. Non è punita l'istigazione colposa.

## Perfezionamento
Nel momento dell'atto suicidario o del suo tentativo. Non è configurabile un tentativo di istigazione.

## Aggravanti
Il reato è aggravato se il soggetto passivo è
- minorenne
- persona inferma di mente o in condizioni di deficienza psichica per un'altra infermità o per abuso di sostanze alcoliche o stupefacenti

## Istigazione del minore di 14 anni o di incapace
L'ultima parte dell'articolo contiene una clausola di salvaguardia. L'istigazione di infraquattordicenne o di incapace è equiparata ad una condotta di omicidio.

## Rapporto con altri reati
Il delitto di istigazione o aiuto al suicidio si pone in termini tangenziali con il delitto di omicidio del consenziente, nel senso che sono fattispecie alternative, l'integrazione dell'una esclude l'integrazione della seconda, però le condotte possono assomigliarsi, in modo da rendere difficoltosa la distinzione in concreto. Il criterio fornito dalla giurisprudenza è la qualità della condotta partecipativa. 
Nel caso di omicidio del consenziente, la condotta del soggetto attivo si concreta nell'esecuzione dell'evento morte, mentre il soggetto passivo partecipa con il proprio consenso; nel delitto di istigazione il soggetto attivo non partecipa in alcun modo all'esecuzione materiale, che deve essere posta in essere completamente dal soggetto passivo (ad es. in caso di suicidio con barbiturici, metterli a disposizione del suicidario è istigazione; portarli alla sua bocca, perché magari infermo, è omicidio).

## Giudizio di incostituzionalità relativa della norma
Con sentenza n. 242 del 2019, la Corte costituzionale ha dichiarato l'illegittimità della norma per i casi di assistenza al suicidio che presentano quattro specifiche condizioni: patologia irreversibile, grave sofferenza fisica o psicologica, dipendenza da trattamenti di sostegno vitale, capacità dell'assistito di prendere decisioni libere e consapevoli.
Tali condizioni e le modalità di esecuzione devono essere verificate da una struttura pubblica del Servizio sanitario nazionale, previo parere del comitato etico territorialmente competente.